# Olympische Sommerspiele 2024/Teilnehmer (Syrien)
| Gelbes Symbol für Goldmedaillen mit stilisierten Olympischen Ringen | Graues Symbol für Silbermedaillen mit stilisierten Olympischen Ringen | Braundes Symbol für Bronzemedaillen mit stilisierten Olympischen Ringen |
| ------------------------------------------------------------------- | --------------------------------------------------------------------- | ----------------------------------------------------------------------- |
| —                                                                   | —                                                                     | —                                                                       |

Syrien nahm an den Olympischen Spielen 2024 vom 26. Juli bis zum 11. August 2024 in Paris teil. Es war die insgesamt 15. Teilnahme an Olympischen Sommerspielen.

## Teilnehmer nach Sportarten

### Gewichtheben
Über die olympische Qualifikationsrangliste der IWF qualifizierte sich ein syrischer Gewichtheber im Superschwergewicht der Männer.
| Athleten  | Wettbewerb         | Reißen  | Reißen | Stoßen  | Stoßen | Zweikampf | Zweikampf | Rang |
| Athleten  | Wettbewerb         | Gewicht | Rang   | Gewicht | Rang   | Gewicht   | Rang      | Rang |
| --------- | ------------------ | ------- | ------ | ------- | ------ | --------- | --------- | ---- |
| Männer    |                    |         |        |         |        |           |           |      |
| Man Asaad | Klasse über 102 kg | 197 kg  | 6      | 241 kg  | 5      | 438 kg    | 5         | 5    |

### Judo
Hasan Bayan erhielt eine Wildcard für den Wettbewerb im Leichtgewicht der Männer.
| Athleten    | Wettbewerb       | 1. Runde   | 1. Runde | 2. Runde | 2. Runde | Achtelfinale  | Achtelfinale  | Viertelfinale | Viertelfinale | Halbfinale / Trostrunde | Halbfinale / Trostrunde | Finale / Platz 3 | Finale / Platz 3 | Rang |
| Athleten    | Wettbewerb       | Gegner     | Ergebnis | Gegner   | Ergebnis | Gegner        | Ergebnis      | Gegner        | Ergebnis      | Gegner                  | Ergebnis                | Gegner           | Ergebnis         | Rang |
| ----------- | ---------------- | ---------- | -------- | -------- | -------- | ------------- | ------------- | ------------- | ------------- | ----------------------- | ----------------------- | ---------------- | ---------------- | ---- |
| Männer      |                  |            |          |          |          |               |               |               |               |                         |                         |                  |                  |      |
| Hasan Bayan | Klasse bis 73 kg | S. Gassner | 0:10     | —        | —        | ausgeschieden | ausgeschieden | ausgeschieden | ausgeschieden | ausgeschieden           | ausgeschieden           | ausgeschieden    | ausgeschieden    | 17   |

### Leichtathletik
Laufen und Gehen
| Athleten       | Wettbewerb | Vorlauf | Vorlauf | Halbfinale    | Halbfinale    | Finale        | Finale        | Rang |
| Athleten       | Wettbewerb | Zeit    | Rang    | Zeit          | Rang          | Zeit          | Rang          | Rang |
| -------------- | ---------- | ------- | ------- | ------------- | ------------- | ------------- | ------------- | ---- |
| Frauen         |            |         |         |               |               |               |               |      |
| Alisar Youssef | 100 m      | 12,93 s | 28      | ausgeschieden | ausgeschieden | ausgeschieden | ausgeschieden | 28   |

### Reiten
Über die regionale Rangliste der Gruppe F (Afrika und Mittlerer Osten) erhielt Syrien einen Startplatz für den Einzelwettbewerb im Springreiten.

#### Springreiten
| Athleten    | Wettbewerb | Strafpunkte   | Strafpunkte   | Strafpunkte   | Strafpunkte   | Strafpunkte   | Strafpunkte   | Rang |
| Athleten    | Wettbewerb | Einzelwertung | Einzelwertung | Einzelwertung | Nationenpreis | Nationenpreis | Nationenpreis | Rang |
| Athleten    | Wettbewerb | 1. Umlauf     | 2. Umlauf     | Stechen       | 1. Umlauf     | 2. Umlauf     | Stechen       | Rang |
| ----------- | ---------- | ------------- | ------------- | ------------- | ------------- | ------------- | ------------- | ---- |
| Amre Hamcho | Einzel     | WD            | WD            | WD            | —             | —             | —             | —    |

### Schwimmen
| Athleten   | Wettbewerb     | Vorlauf     | Vorlauf | Halbfinale    | Halbfinale    | Finale        | Finale        | Rang |
| Athleten   | Wettbewerb     | Zeit        | Rang    | Zeit          | Rang          | Zeit          | Rang          | Rang |
| ---------- | -------------- | ----------- | ------- | ------------- | ------------- | ------------- | ------------- | ---- |
| Männer     |                |             |         |               |               |               |               |      |
| Omar Abbas | 200 m Freistil | 1:53,01 min | 24      | ausgeschieden | ausgeschieden | ausgeschieden | ausgeschieden | 24   |

### Turnen
Für die Teilnahme an den Wettbewerben im Turnen erhielt Lais Najjar eine Wildcard.

#### Gerätturnen
| Athleten    | Wettbewerb | Qualifikation | Qualifikation | Finale        | Finale        | Rang |
| Athleten    | Wettbewerb | Punkte        | Rang          | Punkte        | Rang          | Rang |
| ----------- | ---------- | ------------- | ------------- | ------------- | ------------- | ---- |
| Männer      |            |               |               |               |               |      |
| Lais Najjar | Barren     | 13,833        | 47            | ausgeschieden | ausgeschieden | 47   |
| Lais Najjar | Boden      | 13,266        | 51            | ausgeschieden | ausgeschieden | 51   |
| Lais Najjar | Reck       | 12,400        | 54            | ausgeschieden | ausgeschieden | 54   |
| Lais Najjar | Sprung     | 13,900        | 48            | ausgeschieden | ausgeschieden | 48   |